# Glypta carinifrons
Glypta carinifrons là một loài tò vò trong họ Ichneumonidae.